# Domitia Decidiana
Domitia Decidiana (1ste eeuw n.Chr.; ouders zijn onbekend), trouwde in 62 n.Chr. met de Romeinse generaal Gnaeus Julius Agricola. In 63 n.Chr. kreeg zij een zoon, wiens naam onbekend is, en een jaar later (64 n.Chr.) een dochter, Julia Agricola. In 83 n.Chr. kregen Domitia en Agricola nog een zoon, maar deze stierf, net als hun eerste zoon, op zeer jonge leeftijd. 
Volgens de historicus Tacitus, die na zijn huwelijk met Julia Agricola de schoonzoon van Domitia was, hadden Domitia en Agricola een gelukkig huwelijk. Agricola stierf in 92 n.Chr. en liet aan Domitia, zijn dochter Julia en keizer Domitianus zijn erfenis na.